# Mafdet
Nos primórdios da  mitologia egípcia Mafdet era uma deusa associada à justiça e ao poder real. O seu nome significa provavelmente "a corredora".
Era representada como um animal que ainda não foi possível identificar, sendo talvez uma pantera, um gato almiscarado (civeta) ou mangusto) subindo por um bastão onde havia uma lâmina amarrada por uma corda.
É provável que esta tenha sido a arma usada para decapitação nos primórdios. Em cenas do Novo Império ela é vista como o carrasco das criaturas malignas.  
Este instrumento era usado na aplicação da justiça, estando assim Mafdet ligada ao aspecto punitivo da justiça.

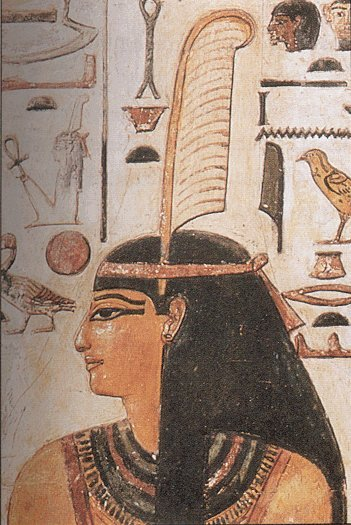
deusa Ma´at

Mafdet era a deusa da justiça legal ou possívelmente da execução, mas também era associada à proteção dos aposentos do rei e de outros locais sagrados, e ainda com a proteção contra animais venenosos, que eram vistos como transgressores da lei de Ma´at.           
É uma deusa bastante antiga, que já era adorada no tempo da I Dinastia (Época Tinita).
Nos Textos das Pirâmides (meados do III milénio a.C.), assassina com as suas garras a serpente Apófis. Acreditava-se que a deusa combatia os escorpiões e as serpentes com as suas garras afiadas. 
Para além deste aspecto feroz, Mafdet tinha igualmente um lado benéfico, sendo invocada para afastar as picadas dos escorpiões e das serpentes. Era por isso chamada de "Senhora da Casa da Vida", uma referência ao local onde se curavam os doentes no Antigo Egipto. A deusa era também encarada como protectora do faraó.

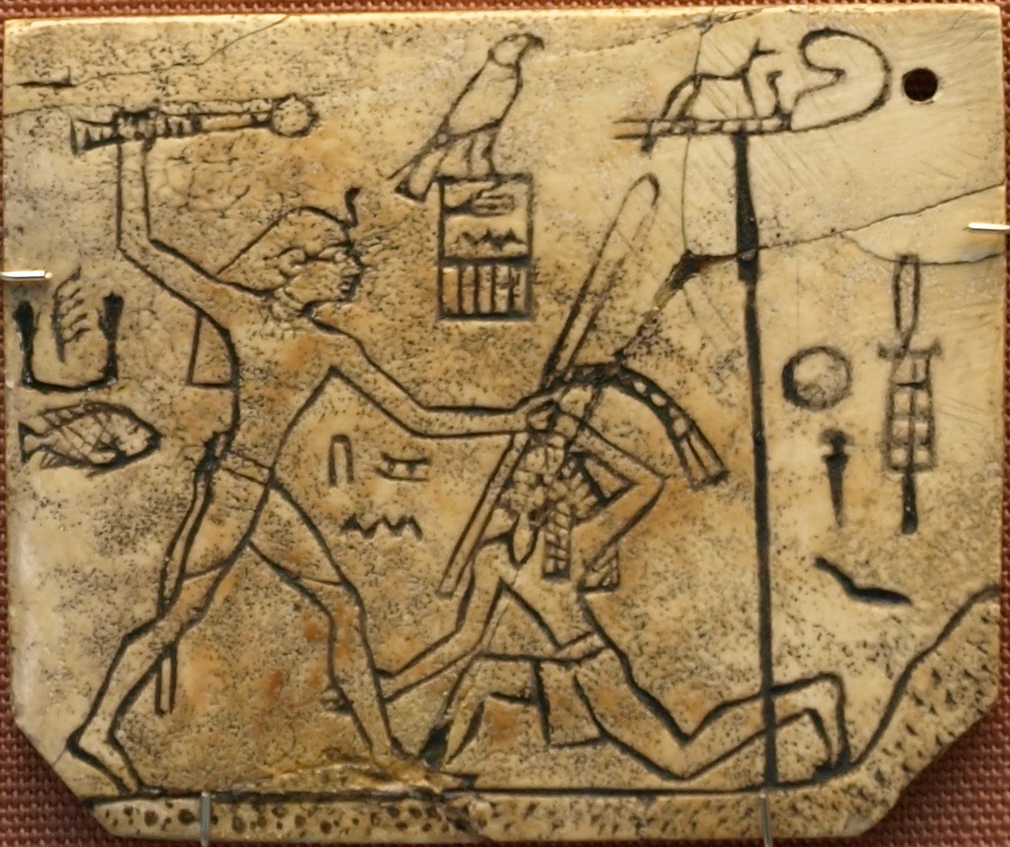
selo do faraó Den

Essa deusa foi muito importante durante o reinado do faraó Den, da primeira dinastia, sua figura aparece em fragmentos de vasos de pedra da tumba deste faraó e é mencionada numa introdução dedicatória na Pedra de Palermo. 
Ela também é mencionada nos Textos das Pirâmides do Antigo Império como protetora do deus sol Rá, contra cobras venenosas. 

## Representações

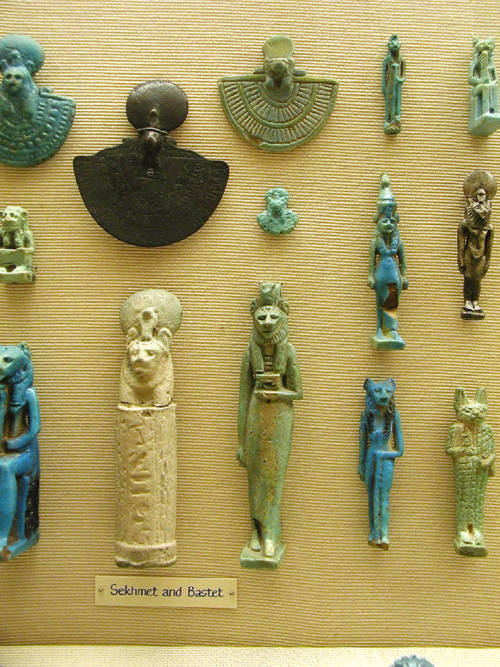
Deusas felinas.

Artísticamente, Mafdet é mostrada como um felino, uma mulher com cabeça de felino ou um felino com cabeça de mulher, algumas vezes com os cabelos trançados cujas pontas terminam em caudas de escorpião. Algumas vezes ela é representada com um enfeite de cabeça feito de cobras. 
Também temos Mafdet como um felino correndo ao lado do grupo responsável por uma execução. Era dito que Mafdet arrancava o coração dos malfeitores, colocando-os aos pés do faraó, da mesma forma que os gatos domésticos fazem quando deixam aos pés do dono, roedores ou pássaros que caçaram. 
Durante o Novo Império, Mafdet podia ser vista no salão dos julgamentos em Duat, onde os inimigos do faraó eram decapitados pelas garras de Mafdet. 
Seu culto foi substituído, mais tarde, pelo de Bast, outra deusa-gato e uma guerreira leoa, Sekhemet, que era vista como protetora do faraó. Sua imagem felina permaneceu associada com os faraós, inclusive em seus bens pessoais e até mesmo na cama sobre a qual sua múmia era colocada.